# Thuidiopsis sparsa
Thuidiopsis sparsa là một loài Rêu trong họ Thuidiaceae. Loài này được (Hook. f. & Wilson) Broth. miêu tả khoa học đầu tiên năm 1925.